# Hendrik Wade Bode
Pour les articles homonymes, voir Bode.
Hendrik Wade Bode (24 décembre 1905 - 22 juin 1982) est un ingénieur, chercheur et inventeur américain d'origine néerlandaise. Pionnier de la régulation moderne et des télécommunications, il a révolutionné ces domaines tant dans leurs contenus que dans leurs méthodes d'application.
Ses recherches ont un impact sur de nombreux autres domaines de l'ingénierie, et posent les fondations d'innovations récentes telles qu'ordinateurs, robots ou téléphones portables.
Reconnu depuis longtemps dans le monde scientifique, notamment pour avoir mis au point les diagrammes de Bode, une méthode de représentation de l'amplitude et de la phase d'un système.

## Éducation
Bode est né à Madison, Wisconsin, son père est enseignant et membre de l'Université de l'Illinois à Urbana-Champaign. Précoce, il sort du lycée à 14 ans et tente d'intégrer l'Université de l'Illinois qui le refuse en raison de son jeune âge. Plusieurs dizaines d'années plus tard, cette même université lui remettra un doctorat honoraire des sciences.
Il est finalement accepté à l'Université de l'État de l'Ohio, où son père enseigne également. Il obtient un B.A. (Bachelor of Arts) de mathématiques en 1924, à l'âge de 19 ans, et un M.A. (Master of Arts) en 1926. Après l'obtention de son diplôme, il reste encore un an dans son université comme assistant.

## Débuts aux Laboratoires Bell
À sa sortie de l'université, il est recruté par les Laboratoires Bell à New York, où il débute comme concepteur de filtres électroniques. En 1929, il est assigné au Groupe de recherches mathématiques des Laboratoires Bell, où il se montre particulièrement doué dans ses recherches sur la théorie des réseaux électroniques et ses applications aux télécommunications. Encouragé par les Laboratoires Bell, il intègre l'Université Columbia où il obtient un doctorat de physique en 1935.
En 1938, il met au point les diagrammes de Bode. Ses travaux sur les systèmes de rétroaction ont conduit à de nouvelles méthodes d'analyse de la stabilité d'un système. Ces méthodes permettent aux ingénieurs d'étudier la stabilité dans le domaine temporel en utilisant les concepts de gain et de déphasage dans le domaine fréquentiel, à l'aide de ces diagrammes désormais célèbres. Ses méthodes d'analyses dans le domaine fréquentiel sont bien plus simples et rapides que l'étude dans le domaine temporel utilisée jusqu'alors. Ses travaux fournissent aux ingénieurs à la fois une méthode d'analyse de stabilité simple et intuitive, et un outil de conception de systèmes qui est aujourd'hui aussi populaire qu'il était révolutionnaire à l'époque.

## Seconde Guerre mondiale et nouvelles inventions

### Réorientation des recherches
À l'approche de la Seconde Guerre mondiale, Bode oriente ses recherches vers des applications militaires, un choix qui le suivra jusqu'à la fin de sa carrière. Il s'engage au service de son pays auprès du National Defense Research Committee (NDRC) où son rôle est de concevoir des systèmes de contrôle anti-aériens automatiques. Les informations radar sont utilisées pour fournir des données sur la position des appareils aériens ennemis, lesquelles sont ensuite retransmises aux servomécanismes de l'artillerie anti-aérienne, permettant ainsi d'améliorer le suivi balistique des cibles aériennes. Autrement dit, automatiser le tir anti-aérien à l'aide d'un radar. Les servomoteurs utilisés sont à la fois alimentés en énergie électrique et hydraulique, cette dernière étant principalement utilisée pour manœuvrer l'artillerie lourde.

### Première boucle de contrôle à distance et armes robotisées

#### Boucler la boucle
Le radar est bloqué sur la cible et ses données sont transmises sans fil à un récepteur au sol qui est connecté au système de régulation des servomécanismes de l'artillerie. Ceci permet de modifier avec précision la position angulaire des servos et de la maintenir suffisamment longtemps pour tirer vers les coordonnées calculées de la cible et l'abattre.

#### Un ordinateur qui ne dit pas son nom
Le calcul des coordonnées est assuré par le Director T-10, un calculateur analogique électrique appelé ainsi car il est utilisé pour diriger (direct) le canon en fonction de la cible aérienne. Il calcule également la vitesse moyenne de la cible en fonction des informations de position fournies par le radar et prédit sa position future en se basant sur sa trajectoire de vol présumée, en général une fonction linéaire du temps. Ce système fonctionne comme une version précoce des modèles modernes de missiles anti-aériens. L'analyse statistique est aussi utilisée pour aider au calcul de la position exacte de l'appareil ennemi et filtrer les données reçues sur la cible éventuellement détériorées par des variations du signal ou du bruit.
Bode a ainsi réalisé la première boucle de rétroaction sans-fil de l'histoire des systèmes de contrôle automatisés, en combinant communication sans-fil, ordinateurs électriques, calcul statistique et théorie de régulation des systèmes de contrôle.

#### Un robot est né
Le résultat de cette association multi-disciplinaire, le canon d'artillerie automatisé, peut aussi être considéré comme une arme robotisée. Ce modèle comporte en effet tous les éléments de concepts à venir tels que traitement des données, automatisme, intelligence artificielle, etc.